# Raymond-René Bloch
Pour les articles homonymes, voir Bloch.
Raymond-René Bloch, né à Paris le 7 août 1911 et mort à Montmorency dans le Val-d'Oise le 16 novembre 2001, est un peintre français. Il est le frère de l'acteur Robert Manuel, sociétaire de la Comédie-Française.

## Biographie
Élève de Paul Albert Laurens et de Charles Ventrillon-Horber, membre de la société des artistes français, il expose au Salon des artistes français de 1927 à 1939.
Une exposition de ses œuvres et de celles de son épouse France-Marie Letourneur, a eu lieu du 13 au 22 septembre 2013 à Montmorency : Exposition de France-Marie Letourneur et Raymond-René Bloch dans la droite ligne de celle de 1961 : Expositions France-Marie Letourneur, Raymond-René Bloch (1 au 15 décembre 1961) et de celle de 1964 : Exposition France-Marie Letourneur, Raymond-René Bloch et Armelle (1 au 15 décembre 1964).